# Yngve Baum
Yngve Georg Baum, född 24 oktober 1945 i Bjärnum, Kristianstads län, död februari 2016 i Göteborg, var en svensk fotograf och filmare.

## Biografi
Baum utbildade sig vid Christer Strömholms fotoskola 1963–1965 och innehade statens konstnärsstipendium 1967–1968 och tilldelades även Stockholms stads konstnärsstipendium. LO:s kulturstipendium 1975. Statens Konstnärsstipendium 1976, 2004 och 2007. Garanterad Författarpenning 1983. Under 1970-talet uppmärksammades han för sina socialt inriktade och samhällskritiska verk, till exempel Varvsarbetare (1974), vilka gav upphov till diskussioner om arbetsmiljöproblem. Han var även verksam i utvecklingsländer.
Yngve Baum är gravsatt på Västra kyrkogården i Göteborg.

## Utställningar
- Bilder från Tanzania
- Varvsarbetare
- Om Mamma

## Filmografi
Sammanlagt ett tiotal dokumentärfilmer – Sveriges Television